# 滋賀県立甲良養護学校
滋賀県立甲良養護学校（しがけんりつ こうらようごがっこう）は、滋賀県犬上郡甲良町に所在する特別支援学校である。知的障害および肢体不自由のある児童生徒を対象とし、小学部・中学部・高等部を設置している。

## 通学区域
彦根市、多賀町、甲良町、豊郷町、愛荘町、東近江市（旧湖東町および旧愛東町）

## 児童・生徒数
- 232名（令和7年）[2]

## 沿革
- 1994年3月25日 - 新設養護学校の開校が決定される。
- 1994年12月1日 - 土地造成工事着工。
- 1995年4月1日 - 新設学校開校準備室設置。
- 1995年7月12日 - 滋賀県立犬上養護学校（仮称）起工。
- 1995年10月18日 - 定例県議会において「滋賀県立学校の設置および管理に関する条例」の改正案が可決され、「滋賀県立甲良養護学校」と名称が決定。
- 1996年2月10日 - 校章制定。
- 1996年3月6日 - 定礎式。
- 1996年3月28日 - 校舎の引き渡し。
- 1996年4月1日 - 開校。初代校長 今西 肇 就任。
- 1996年4月8日 - 第1回入学式挙行。
- 1996年7月17日 - 開校記念式典挙行。
- 1997年3月28日 - 水泳プール竣工。
- 1998年7月18日 - 校歌制定。
- 1999年4月1日 - 第2代校長 澤 長壽 就任。
- 2001年4月1日 - 第3代校長 越前 寛 就任。
- 2002年3月26日 - 増築棟完成・引き渡し。
- 2002年4月1日 - 第4代校長 西村 弘幸 就任。
- 2002年8月31日 - 旧職員室改修。
- 2003年4月1日 - 第5代校長 井狩 義夫 就任。
- 2005年11月4日 - 開校10周年記念式典挙行。
- 2006年4月1日 - 第6代校長 菱川 悟 就任。
- 2007年4月1日 - 第7代校長 宇野 正信 就任。
- 2008年4月1日 - 第8代校長 藤沢 正幸 就任。
- 2010年9月22日 - 開校15周年公開研究会開催。
- 2011年4月1日 - 第9代校長 青木 靖夫 就任。
- 2012年4月1日 - 第10代校長 安藤 宗久 就任。
- 2013年4月1日 - 第11代校長 川嶋 典明 就任。
- 2014年4月1日 - 第12代校長 木下 康幸 就任。
- 2015年9月30日 - 創立20周年記念式典挙行。
- 2016年9月28日 - 創立20周年公開研究会開催。
- 2017年4月1日 - 第13代校長 中村 浩治 就任。
- 2020年4月1日 - 第14代校長 福井 亜由美 就任。
- 2022年4月1日 - 第15代校長 中村 敦夫 就任。
- 2023年12月5日 - トイレ改修工事（第1期）完了。
- 2024年12月10日 - トイレ改修工事（第2期）完了。
- 2025年4月1日 - 第16代校長 別所 幸保 就任[3]。

## 所在地
〒522-0252　滋賀県犬上郡甲良町金屋1798

## アクセス
JR河瀬駅または近江鉄道「尼子駅」から湖国バス「甲良線養護学校前」下車